# Ždiarske sedlo
Ždiarske sedlo (1473 m) – przełęcz w Niżnych Tatrach. Oddziela masywy Andrejcovej (1519 m) na zachodzie i Bartkovej (1790 m) na wschodzie w Kráľovohoľskiej części gór. Przez przełęcz tę prowadzi także przejście przez główny grzbiet z Pohorelej do Liptovskiej Teplički. Przez przełęcz wiedzie oznaczony na czerwono Szlak Bohaterów Słowackiego Powstania Narodowego.
Rejon polany to niewielka polanka. Znajduje się na niej Koliba w Ždiarskom sedle. W południowo-zachodnie stoki przełęczy wcina się Uplazový potok, w północne potok Podpeklianka.

## Szlaki turystyczne
odcinek: Telgárt – Kráľova hoľa – Stredná hoľa – Orlová – Bartková – Ždiarske sedlo – Andrejcová – Priehybka – Veľká Vápenica – Priehyba – Kolesárová – Oravcová (przełęcz) – Oravcová (szczyt) – Zadná hoľa – Ramža – Jánov grúň – Bacúšske sedlo – Sedlo za Lenovou – Czertowica – Kumštové sedlo – Králička – Schronisko Štefánika
  Pohorelá – Ždiarske sedlo